# Manuela Barreiro
Manuela Antonia Barreiro Pico (Vivero, 5 de julio de 1877-Madrid, 29 de enero de 1953) fue una farmacéutica española y la primera mujer licenciada por la Universidad de Santiago de Compostela (USC) en 1900.

## Trayectoria
Era hija de Facundo Manuel Barreiro Arias, natural de Lugo, maestro en Viveiro y de María del Carmen Inés Pico Álvarez, natural de Vilanova de Lourenzá (Lugo), ama de casa. Tuvo tres hermanos: Justo, Inés y Emilia. Su abuelo materno fue Justo Pico de Coaña y Vinjoy, maestro en Viveiro e importante pedagogo gallego del siglo XIX.
Al poco de nacer, su familia se trasladó a Ribadeo, localidad también ubicada en la provincia gallega de Lugo, por traslado de su padre como maestro. Allí asistió a la escuela primaria. Estudió el bachillerato en el instituto de segunda enseñanza de la cercana localidad asturiana de Tapia de Casariego entre 1890 a 1893; después trasladó su expediente al instituto de Lugo, donde estudió entre 1893 a 1895, con resultados brillantes. Hizo los exámenes del Grado de Bachiller el 3 de julio de 1895, con la calificación de Sobresaliente. El título de bachiller lleva fecha del ano 1896, convirtiéndose en la primera mujer en conseguir el bachiller en Galicia. 
En 1896 inició sus estudios en la Facultad de Farmacia de la Universidad de Santiago de Compostela, radicada en ese momento en el pazo de Fonseca, a escasa distancia de la catedral compostelana, si bien el primer curso de la carrera, como prescribía el plan de estudios de Farmacia (y de Medicina) de la época, debía seguirse en la facultad de Ciencias, radicada en el edificio central de la Universidad. Continuó sus estudios, ya en Fonseca, efectuando el 25 de junio de 1900 los dos exámenes del Grado de Licenciado, alcanzando así el mérito de ser la primera mujer en licenciarse, no ya en la Facultad de Farmacia, sino en toda la Universidad de Santiago. Su título de licenciada está datado en el año 1901.
Debido a las limitaciones impuestas a las mujeres en esa época, tuvo que solicitar permiso para matricularse y posteriormente para ejercer su profesión. 

En el escrito dirigido al ministro de Instrucción Pública y Bellas Artes (antiguo Ministerio de Educación), indicaba que los estudios realizados debían habilitarla “para el ejercicio de una profesión que siempre creyó propia a su sexo y en la que pretende hallar ocupación útil para sí y para la sociedad”. Aun así, la idea de una mujer dedicándose a cualquier disciplina científica tenía muchas reticencias:
"Nunca hemos querido terciar en el general debate de si las mujeres deben o no consagrarse de preferencia a los quehaceres domésticos, dejando para los varones la ardua y siempre mal recompensada labor del estudio de las ciencias naturales, pero ya que la ocasión se presenta con motivo de haber autorizado la Dirección General de la Instrucción Pública a la señorita Manuela Barreiro para cursar en la Universidad de Santiago la Facultad de Farmacia, no podemos por menos de consignar nuestro juicio sobre punto de tanto interés".
“Pierden el tiempo, el dinero y algo más, que siempre constituyó la mejor auréola de las damas, las familias que tienen el mal gusto de destinar a sus hijas al manejo del bisturí y los trabajos de laboratorio. La figura de la mujer tiene otro marco y debe respirar otro ambiente".
Después de licenciarse, en 1903 abrió su propia farmacia en Ribadeo en la calle de San Roque -actual calle Rodríguez Murias-, donde preparaba fórmulas magistrales como era habitual en la época y tenía instalado un laboratorio, donde hacía análisis de aguas. En 1916 se publicó su pertenencia al Cuerpo de Farmacéuticos Titulares (Inspectores Farmacéuticos Municipales), que eran aquellos farmacéuticos encargados de suministrar las medicinas a los inscritos en el Padrón Municipal de Beneficencia, entre otras competencias. No se sabe si el ayuntamiento de RIbadeo la nombró para tal puesto, o repartió el suministro de medicamentos entre todas las farmacias de la villa, pues consta que en junio de 1924 el ayuntamiento pagaba a las 3 farmacias de la villa, regentadas por Dïaz Braña y Alonso Casariego  por suminstro de medicinas a los enfermos pobres y a los individuos del puesto de la Guardia Civil.
La farmacia permaneció abierta hasta el 19 de septiembre de 1931, en que la traspasó a Claudio Pérez Prieto (que la reabriría en enero de 1932); desde ese año de 1931, y a la edad de 54 años, no volvería a trabajar como farmacéutica. Siguió viviendo entre Ribadeo (donde consta residía en 1936) y Mondoñedo, donde residían familiares suyos. En 1941 consta que seguía inscrita en el colegio de Farmacéuticos de Lugo, pues en abril de 1941 realiza una donación para socorrer a los farmacéuticos de Santander damnificados por el voraz incendió que calcinó esa ciudad el 15 de febrero de 1941. Más tarde se trasladó a Madrid, donde falleció en 1953.
Manuela Barreiro fue consciente de ser la primera mujer licenciada en la universidad de Santiago y comentaba «las grandes dificultades y discriminaciones sufridas a lo largo de sus estudios, así como después, al ejercer su profesión» Su carácter de pionera fue reconocido por el concello de RIbadeo en 2012, que acordó el 10 de julio de ese año dedicarle una calle. El 9 de marzo del año siguiente fue instalada y descubierta la placa de la calle que la reconoce como primera farmacéutica de Ribadeo.